# Kanton Annonay-2
Der Kanton Annonay-2 ist ein französischer Wahlkreis im Département Ardèche in der Region Auvergne-Rhône-Alpes. Er umfasst einen Teilbereich der Stadt Annonay und neun weitere Gemeinden im Arrondissement Tournon-sur-Rhône. Durch die landesweite Neuordnung der französischen Kantone wurde er 2015 neu geschaffen.

## Gemeinden
Der Kanton besteht aus zehn Gemeinden und Gemeindeteilen mit insgesamt 16.849 Einwohnern (Stand: 1. Januar 2022) auf einer Gesamtfläche von 149,17 km²:
| Gemeinde             | Einwohner 1. Januar 2022 | Fläche km² | Dichte Einw./km² | Code INSEE | Postleitzahl |
| -------------------- | ------------------------ | ---------- | ---------------- | ---------- | ------------ |
| Annonay              | 7.007                    | 16,32      | 429              | 07010      | 07100        |
| Monestier            | 59                       | 7,41       | 8                | 07160      | 07690        |
| Roiffieux            | 2.723                    | 19,52      | 139              | 07197      | 07100        |
| Saint-Julien-Vocance | 222                      | 26,42      | 8                | 07258      | 07690        |
| Talencieux           | 1.116                    | 7,10       | 157              | 07317      | 07340        |
| Thorrenc             | 322                      | 3,67       | 88               | 07321      | 07340        |
| Vanosc               | 934                      | 26,10      | 36               | 07333      | 07690        |
| Vernosc-lès-Annonay  | 2.670                    | 16,08      | 166              | 07337      | 07430        |
| Villevocance         | 1.181                    | 9,38       | 126              | 07342      | 07690        |
| Vocance              | 615                      | 17,17      | 36               | 07347      | 07690        |
| Kanton Annonay-2     | 16.849                   | 149,17     | 113              | 0702       | –            |

1. ↑   Nur der südliche Teil der Gemeinde, der Rest gehört zum Kanton Annonay-1.

## Politik
| Vertreter im Departementrat | Vertreter im Departementrat          | Vertreter im Departementrat |
| Amtszeit                    | Namen                                | Partei                      |
| --------------------------- | ------------------------------------ | --------------------------- |
| 2015–2021                   | Stéphanie Barbato-Barbe Simon Plénet | PS                          |
| 2021–                       | Claudie Coste Laurent Marce          | DVD                         |